# 北池子大街
39°55′04″N 116°23′48″E / 39.91764°N 116.39655°E
北池子大街，是位于北京市东城区中部的一条大街。

## 简介
北池子大街北起五四大街，南到南池子大街北端。清朝乾隆时称“北长街”，光绪时称“光禄寺后东华门外北长街”，俗称“北池子”。1949年后，称“北池子大街”。1965年北京市整顿地名时，将该大街北端东侧的盔头作、小康家胡同并入。文化大革命中，曾一度和南池子大街合并改称“葵花向阳路”。后来复名“北池子大街”。
明清时期，北池子大街居住的多为内务府太监。旧时北池子大街上有武备院、俄罗斯文馆。如今宣仁庙、凝和庙尚存于该大街东侧。